# Slöjdgatan, Malmö

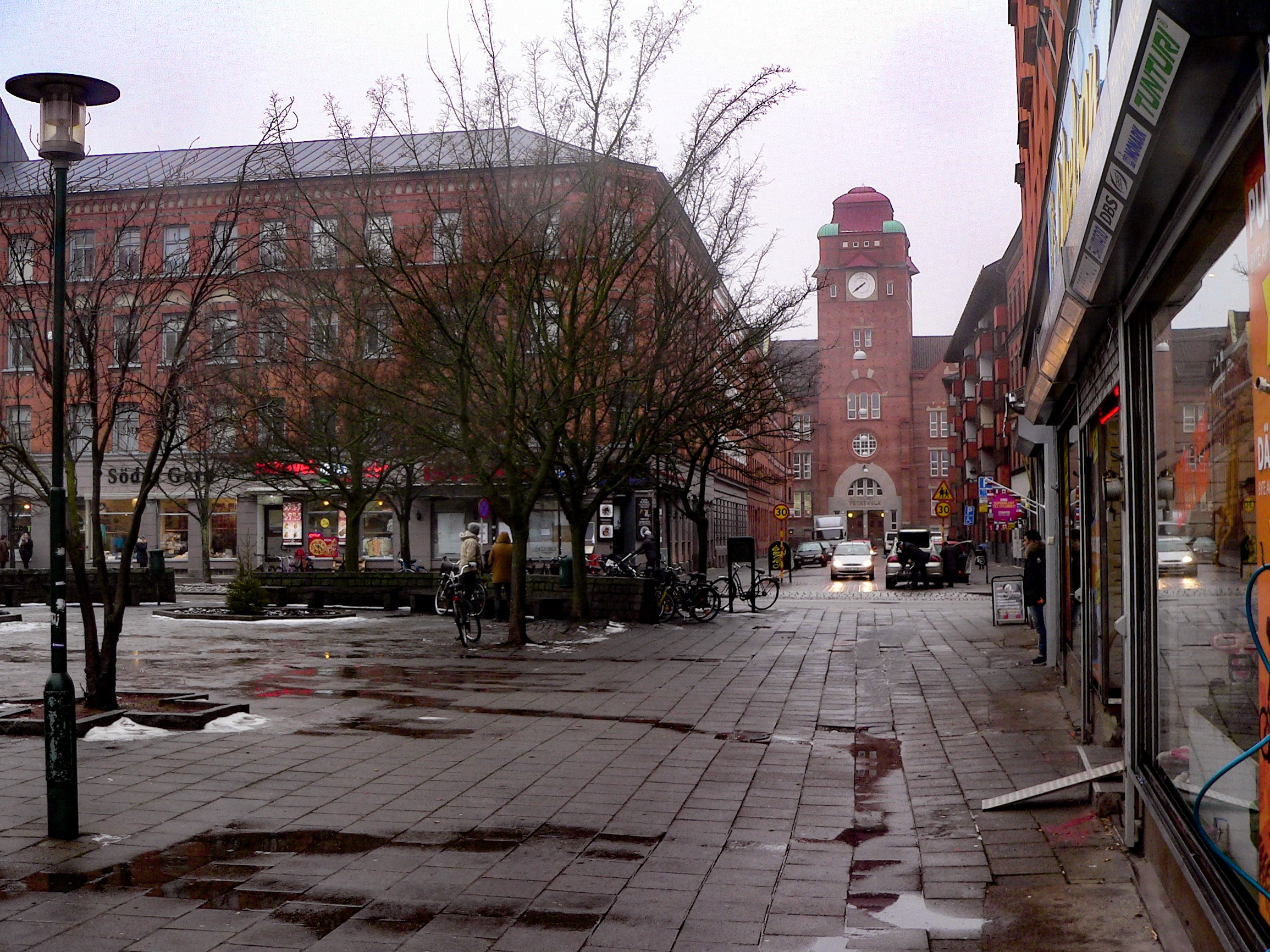
Slöjdgatan sedd från Bergsgatan. Till vänster Södra Fisktorget, i gatans bortre ände Johannesskolans ingång med sitt klockförsedda torn. Gatan som korsar efter Södra Fisktorget är Södra Förstadsgatan.

Slöjdgatan är en gata i delområdet Rådmansvången i stadsområdet Norr i Malmö som sträcker sig från Bergsgatan till Nikolaigatan. 
Gatan namngavs 1904, men motivering till namnet saknas. Vid gatans slut i väster ligger huvudentrén till Johannesskolan, vilken ritades av arkitekten John Smedberg och invigdes 1909. Den östra delen, som är gågata, ansluter till Södra Fisktorget.